# Juliane Wurm
Juliane Wurm (Halle, 15 dicembre 1990) è un'arrampicatrice tedesca.
Pratica le competizioni di difficoltà e boulder, l'arrampicata in falesia e il bouldering.

## Biografia
Ha cominciato ad arrampicare a dieci anni. Dal 2004 ha partecipato alla Coppa Europa giovanile e ai Campionati del mondo giovanili. Dal 2006, raggiunti i sedici anni, ha preso parte alla Coppa del mondo lead di arrampicata. È poi passata al bouldering ottenendo come miglior risultato finale il quinto posto nella Coppa del mondo di arrampicata 2010 di boulder. In quell'anno ha vinto anche la medaglia d'argento al Campionato europeo di arrampicata 2010 a Innsbruck.

## Palmarès

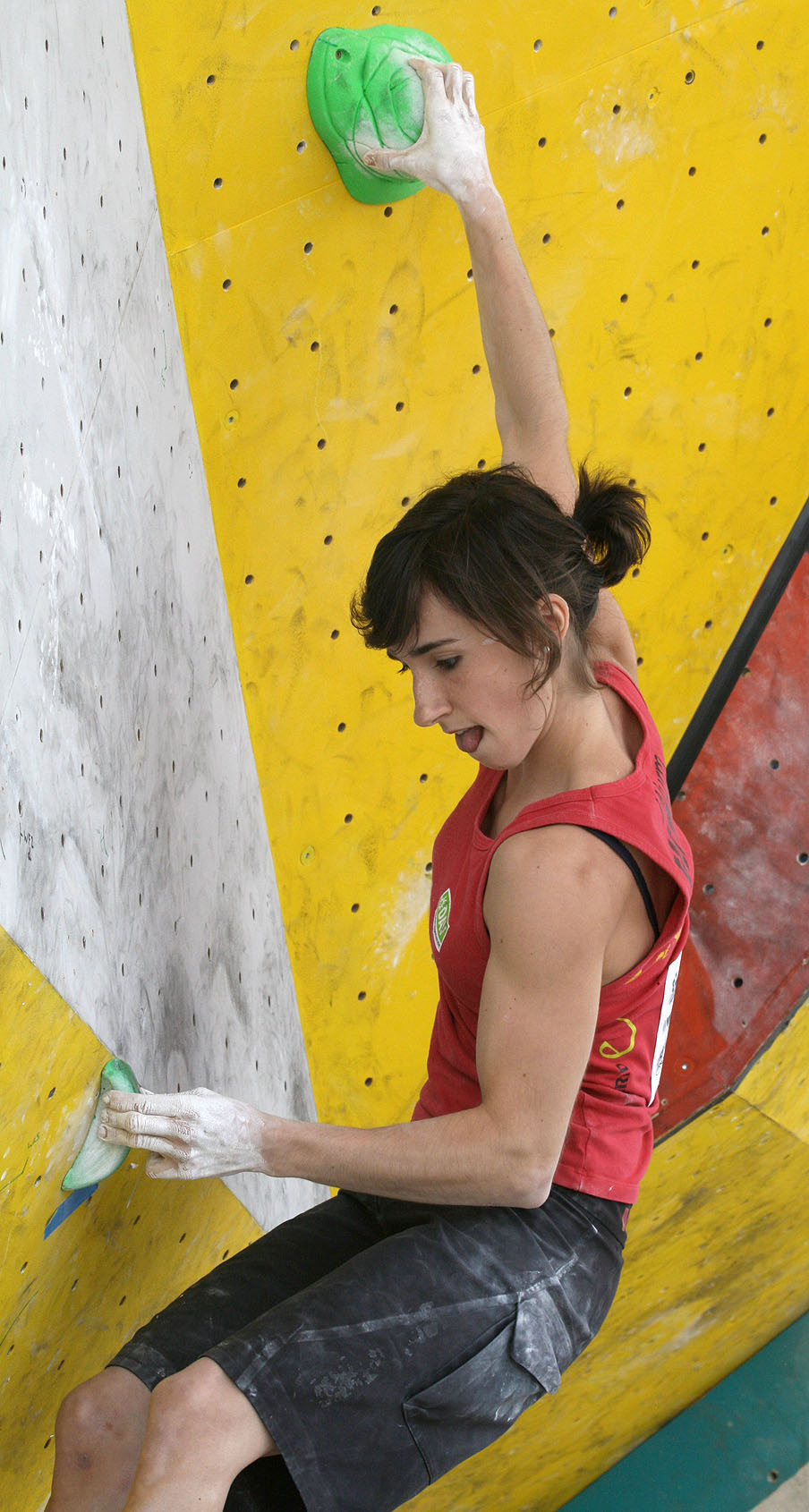
Juliane a Vienna nella seconda prova di boulder della Coppa del mondo 2010

### Coppa del mondo
|         | 2006 | 2007 | 2008 | 2009 | 2010 | 2011 | 2012 | 2013 | 2014 |
| ------- | ---- | ---- | ---- | ---- | ---- | ---- | ---- | ---- | ---- |
| Lead    | 101  | 28   | 17   | 21   |      |      |      |      |      |
| Boulder |      | 46   | 38   | 27   | 5    | 6    | 6    | 5    | 4    |

### Campionato del mondo
|         | 2007 | 2009 | 2011 | 2012 | 2014 |
| ------- | ---- | ---- | ---- | ---- | ---- |
| Lead    | 31   | 11   |      |      |      |
| Boulder | 27   | 32   | 3    | 10   | 1    |